# A Woman Needs Love
A Woman Needs Love è il quarto ed ultimo album del gruppo statunitense dei Ray Parker Jr. And Raydio, pubblicato dalla Arista Records nel 1981.

## Il disco
A Woman Needs Love, assieme all'omonimo brano, rappresenta il punto di maggior successo dei Raydio, ridotti a tre componenti dopo la dipartita di Darren Carmichael (che collabora lo stesso come vocalist) e del chitarrista Charles Fearing. Ray Parker Jr., in questo caso, tenta di riscrivere il proprio stile musicale a favore di alcune ballate dal sapore decisamente retrò, come lo stesso brano d'apertura, concedenosi, ad ogni modo, alcuni groove destinati alle discoteche del periodo. A Woman Needs Love (Just like You Do) raggiunge il 1º posto della classifica statunitense dei singoli R&B, aiutando così l'album a scalare la hit parade generale fino alla 13ª posizione. I rimanenti singoli estratti dal long playing sono That Old Song (numero 7 US AC) e It's Your Night (numero 73 US R&B).

## Tracce
Testi e musiche di Ray Parker Jr.

### Lato A
1. A Woman Needs Love (Just like You Do) - 4:01
2. It's Your Night - 6:36
3. That Old Song - 4:19 -
4. All in the Way You Get Down - 3:51

### Lato B
1. You Can't Fight What You Feel - 5:45
2. Old Pro - 4:42 -
3. Still in the Groove - 6:18
4. So Into You - 4:30

## Formazione
- Ray Parker Jr. - voce, chitarra, basso, batteria, pianoforte e sintetizzatore
- Arnell Carmichael - voce
- Larry Tolbert - batteria

### Altri musicisti
- Sylvester Rivers - pianoforte e sintetizzatore
- Ollie E. Brown - batteria e percussioni
- Paul Jackson Jr. - chitarra
- Kenny Flood - flauto
- Jack Ashford - tamburello
- J.D. Nicholas, Jerry E. Knight, Cheryl Lynn, Darren Carmichael, Josephine James, Sharon Jack, Deborah Thomas  - voce
- Gene Page - arrangiamento violini
- Harry Bluestone - primo violino
- Henry Ferber, Marvin Limonick, Don Palmer, Marshall Sosson, Robert Sushell - violino
- Garry Nuttycombe, David Schwartz - viola
- Jesse Ehrlich, Paula Hochhalter - violoncello